# 元州街唐樓大火 (1962年)

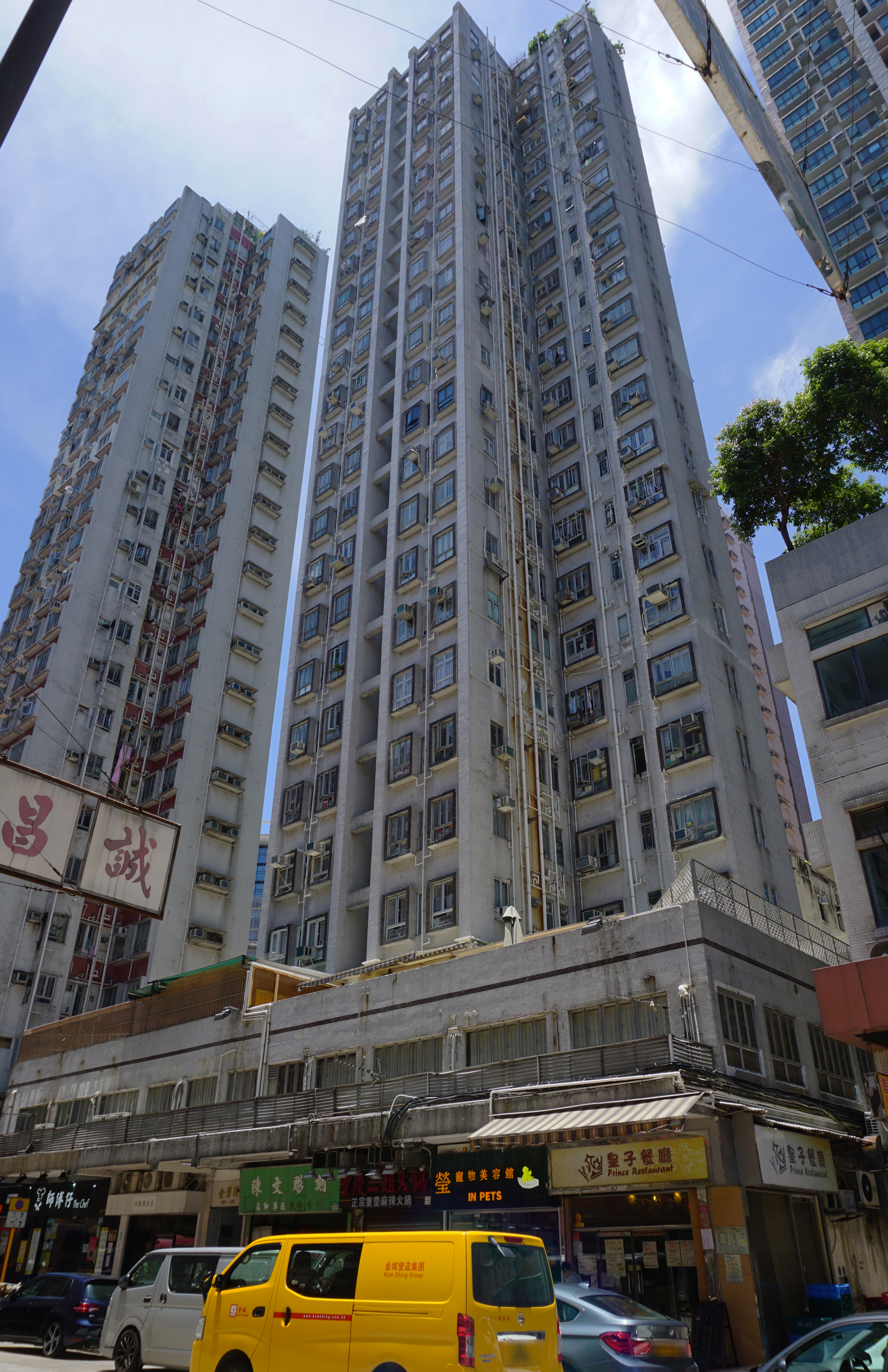
起火唐樓已改建為「金碧閣」

元州街唐樓大火 發生於1962年8月1日，共造成44死21傷

## 大火經過
首先起火的是長沙灣元洲街488號地下一間紙紮店，由於現場存有煙花爆竹並大量易燃品，加上樓宇設計問題，火勢迅速波及閣樓的塑膠工場並發生爆炸，
再經天井蔓延至二、三、四樓和天台木屋。

而由於該唐樓只有一道樓梯，起火後樓梯立刻被烈燄封住而無法逃生，最終做成巨大傷亡。